# Santiago Lalopa
Santiago Lalopa là một đô thị thuộc bang Oaxaca, México. Năm 2005, dân số của đô thị này là 414 người.